# Языки Америки
Все языки Америки можно разделить на две группы:
- языки доколониального периода (индейские: Северной и Южной Америки и эскимосско-алеутские языки),
- языки постколониального периода (европейские и другие).

## Численность языковых семей
По состоянию на середину 1980-х годов. В списке только макросемьи.
| макросемья                  | Северная Америка | Южная Америка | Америка | % ко всем |
| --------------------------- | ---------------- | ------------- | ------- | --------- |
| всего                       | 389658           | 256710        | 646368  | 100 %     |
| Индоевропейская             | 361543           | 234566        | 596109  | 92,22 %   |
| Индейские                   | 15324            | 20018         | 35342   | 5,47 %    |
| Афразийская                 | 6976             | 814           | 7790    | 1,21 %    |
| Японская (японо-рюкюская)   | 795              | 755           | 1550    | 0,24 %    |
| Сино-тибетская              | 1156             | 64            | 1220    | 0,19 %    |
| Австронезийская             | 1140             | 50            | 1190    | 0,18 %    |
| Уральская                   | 1110             | 25            | 1135    | 0,18 %    |
| Корейская                   | 385              | 10            | 395     | 0,06 %    |
| Австроазиатская             | 325              | 0             | 325     | 0,05 %    |
| Баскская                    | 30               | 130           | 160     | 0,02 %    |
| Эскимосско-алеутская        | 102              | 0             | 102     | 0,02 %    |
| Алтайская                   | 60               | 30            | 90      | 0,01 %    |
| Паратайская (тай-кадайские) | 50               | 0             | 50      | 0,01 %    |
| другие                      | 662              | 248           | 910     | 0,14 %    |

## Классификация

### Индоевропейская
Крупнейшая группа семей языков, распространённая по всей Америке. Государственные языки всех государств Америки представлены индоевропейскими. В таблице приведено разделение основных групп индоевропейских народов (тысяч человек) также и по языку употребления.
| семья (группа) | язык              | Северная Америка | Южная Америка | Америка | % к группе |
| -------------- | ----------------- | ---------------- | ------------- | ------- | ---------- |
| всего          | все               | 361543           | 234566        | 596109  | 100 %      |
| Романская      |                   | 142701           | 231507        | 374208  | 62,78 %    |
|                | испанский         | 119087           | 101198        | 220285  | 36,95 %    |
|                | португальский     | 897              | 126743        | 127640  | 21,41 %    |
|                | французский       | 16667            | 169           | 16836   | 2,82 %     |
|                | итальянский       | 5780             | 2237          | 8017    | 1,34 %     |
|                | галисийский       | 80               | 910           | 990     | 0,17 %     |
|                | каталонский       | 115              | 235           | 350     | 0,06 %     |
|                | румынский         | 75               | 15            | 90      | 0,02 %     |
| Германская     |                   | 206039           | 1697          | 207736  | 34,85 %    |
|                | английский        | 194999           | 536           | 195535  | 32,80 %    |
|                | немецкий          | 7739             | 1041          | 8780    | 1,47 %     |
|                | шведский          | 1290             | 0             | 1290    | 0,22 %     |
|                | голландский       | 995              | 115           | 1110    | 0,19 %     |
|                | норвежский        | 800              | 0             | 800     | 0,13 %     |
|                | датский           | 420              | 5             | 425     | 0,07 %     |
|                | фламандский       | 110              | 0             | 110     | 0,02 %     |
|                | исландский        | 35               | 0             | 35      | 0,01 %     |
| Славянская     |                   | 7974             | 601           | 8575    | 1,44 %     |
|                | польский          | 4050             | 250           | 4300    | 0,72 %     |
|                | украинский        | 1055             | 165           | 1220    | 0,20 %     |
|                | русский           | 3700             | 300           | 4000    | 0,20 %     |
|                | чешский           | 550              | 15            | 565     | 0,09 %     |
|                | словацкий         | 542              | 13            | 555     | 0,09 %     |
|                | сербскохорватский | 524              | 21            | 545     | 0,09 %     |
|                | болгарский        | 103              | 7             | 110     | 0,02 %     |
|                | словенский        | 45               | 5             | 50      | 0 %        |
|                | белорусский       | 25               | 5             | 30      | 0 %        |
|                | македонский       | 30               | 0             | 30      | 0 %        |
| Кельтская      |                   | 1770             | 0             | 1770    | 0,30 %     |
|                | ирландский        | 1690             | 0             | 1690    | 0,28 %     |
|                | валлийский        | 80               | 0             | 80      | 0,01 %     |
| Индоарийская   |                   | 1079             | 601           | 1680    | 0,28 %     |
| Армянская      |                   | 666              | 119           | 785     | 0,13 %     |
| Греческая      |                   | 705              | 15            | 720     | 0,12 %     |
| Балтийская     |                   | 349              | 26            | 375     | 0,06 %     |
|                | литовский         | 305              | 25            | 330     | 0,06 %     |
|                | латышский         | 44               | 1             | 45      | 0,01 %     |
| Иранская       |                   | 155              | 0             | 155     | 0,03 %     |
| Албанская      |                   | 105              | 0             | 105     | 0,02 %     |

Крупнейшие языки:
- испанский: мексиканцы (76340 тыс. чел.), колумбийцы (28510), аргентинцы (25030), венесуэльцы (13910), перуанцы (11610), чилийцы (10970), кубинцы (10600), доминиканцы (5940), эквадорцы (5630), пуэрториканцы (5330), сальвадорцы (5210), гондурасцы (3880), гватемальцы (3730), парагвайцы (3420), никарагуанцы (2730), уругвайцы (2670), боливийцы (2580), костариканцы (2270), панамцы (1900), испанцы (1220);
- английский: американцы США (177090 тыс. чел., в том числе афроамериканцы — 28200), англоканадцы (10410), ямайцы (2840), англичане (1770), тринидадцы (800), шотландцы (600), гайанцы-креолы (490), барбадосцы (310), багамцы (170), сентлюсийцы (120), англоирландцы, или ольстерцы (110), гренадцы (105), сентвинсентцы (95), англоавстралийцы (90), белизцы (85), виргинцы (80), англоафриканцы (80) и другие;
- португальский: бразильцы (125510), португальцы (2130);
- французский: франкоканадцы (8500), гаитийцы (6700), французы (840), гваделупцы (295), мартиникцы (290), валлоны (95), гвианцы (68), франкошвейцарцы (48);
- немецкий: немцы (7250), австрийцы (1290), германошвейцарцы (240);
- итальянский: итальянцы (8000), италошвейцарцы (17).

Значительное число населения Гвианы составляют индоарийские народы: гайанцы-индопакистанцы (470 тыс. чел.), тринидадцы-индопакистанцы (460), суринамцы-индопакистанцы (130). В США, Канаде проживают индопакистанцы (600 тыс. чел.).

### Индейские
Группа семей коренных народов Северной и Южной Америки, объединённых не по лингвистическому, а по географическому типу.
Численность дана на середину 1980-х годов.
| №  | семья                   | численность | %, от всего | языки | государства |
| -- | ----------------------- | ----------- | ----------- | --- | --- |
|    | всего                   | 35342       | 100 %       | | |
| 1  | Андо-экваториальная     | 19355       | 54,76 %     | кечуа, парагвайцы, аймара (колья), арауканы (мапуче), араваки, тупи-гуарани, хибаро, каингуа, тукано, алабо и ямбо, гуахибо, Юкуде, самуко, катукина, мовима, яруро, атакаменьо, салива, пиароа, чапакура, ашири, чипайа, юракаре, каювава, сапаро, каничана, техуэльче (она), алакалуф, ямана (яганы)                             | Перу (7012), Эквадор (3669), Боливия (3575), Парагвай (3164), Чили (800), Аргентина (621), Колумбия (250), Бразилия (138), Венесуэла (110), Гайана (10), Суринам (3), Гвиана (2), Тринидад и Тобаго (1)                       |
| 2  | Пенути                  | 2668        | 7,55 %      | майя, какчикели, маме, кекчи, киче, тотонаки, цоцили, хуастеки, чоли, михе, канхобали (тохолабали), соке, покомчи, цельтали, цутушили, чонтали (штата Табаско), чорти, цимшианы, пополоки (штата Веракрус), ишили, хуаве, чухи, покоманы, халальтеки, успантеки, агуакатеки, сахаптины (калифорнийские пенути), тепехуа, лакандоны | Мексика (1292), Гватемала (1292), США (38), Белиз (25), Гондурас (10), Сальвадор (5), Канада (2) |
| 3  | Ацтеко-таноанская       | 1442        | 4,08 %      | ацтеки, пипили, шошоны, тарахумара, майо, тепехуаны, яки, папаго, пима, тано, кора, хуичоли, хопи, зунья, варойо, кайова | Мексика (1169), Сальвадор (150), США (123) |
| 4  | Макро-ото-манге         | 1178        | 3,33 %      | сапотеки, отоми, миштеки, масатеки, масахуа, чинантеки, пополоки (штата Пуэбла), амусго, чатины, куикатеки, трики, паме, чочо, матлатцинки, хона, чоротеги и манге | Мексика (1177), Коста-Рика (0,5) |
| 5  | Макро-чибча             | 711         | 2,01 %      | чибча-муиски, мискито, ленка, гуайми, куна, яномама (вайка), варао, сумо, брибри, итонама, кабекар, борука, бари, мура, рама, терраба, матагальпа, шинка, ульва, пайя, шириана, гуатусо | Колумбия (250), Никарагуа (147), Панама (127), Гондурас (100), Венесуэла (32), Бразилия (15), Коста-Рика (14), Сальвадор (10), Боливия (5), Эквадор (5), Гайана (2), Суринам (1)                                              |
| 6  | Же-пано-карибская       | 438         | 1,24 %      | карибы, гарифы (чёрные карибы), пано, матако-матагуайо, каяпо (шаванте и колорадо), тоба, каинганг, уитото, маскойя, майонгонг, чоко, намбиквара, чимане (мосетене и чураба), макуши, майоруна и ремо, ягуа, пилага, гуайкуру, бороро и чикита, каража, ботокуды, гуато                                                            | Колумбия (90), Бразилия (67), Гондурас (50), Венесуэла (45), Перу (38), Аргентина (30), Парагвай (26), Гайана (25), Боливия (20), Белиз (12), Панама (10), Гватемала (8), Суринам (7), Эквадор (4), Гвиана (2), Никарагуа (1) |
| 7  | Хока-сиу                | 335         | 0,95 %      | сиу, чироки, тлапанеки, крики, ирокезы, чоктоу, оглала, чонтали (штата Оахако), дакоты, каддо, оседжи, хока, керес, мускоги, тетон, хикаке, килиуа и кочими, сери | США (275), Мексика (51), Канада (8), Гондурас (1) |
| 8  | Алгонкино-мосанская     | 296         | 0,84 %      | алгонкины, кри, сэлиши, оджибве, монтанье (наскапи и сиксики), чиппева, вакаши, кикапу | США (190), Канада (105), Мексика (1) |
| 9  | На-дене                 | 219         | 0,62 %      | навахи, атапаски, апачи, тлинкиты, хайда | США (204), Канада (15) |
| 10 | Тараска                 | 60          | 0,17 %      | тараска | Мексика (60) |
| 11 | Различные испаноязычные | 7700        | 21,79 %     | | Мексика (5000), Гватемала (2700) |
| 12 | Различные англоязычные  | 940         | 2,66 %      | | США (670), Канада (270) |

Из 35342 тыс. индейцев Америки максимальное их число проживает в следующих странах:
- Мексика — 8750 (11,7 % от всего населения государства),
- Перу — 7050 (37,7 %),
- Гватемала — 4000 (50,4 %),
- Эквадор — 3678 (39,8 %),
- Боливия — 3600 (59,2 %),
- Парагвай — 3190 (91,9 %),
- США — 1500 (0,6 %),
- Чили — 800 (6,8 %),
- Аргентина — 651 (2,3 %),
- Колумбия — 590 (2,1 %),
- Канада — 400 (1,6 %),
- Бразилия — 220 (0,2 %),
- Венесуэла — 187 (1,2 %),
- Сальвадор — 165 (3,2 %),
- Гондурас — 161 (3,9 %),
- Никарагуа — 148 (4,9 %),
- Панама — 137 (6,5 %),
- другие страны — 115 (0,3 %).

### Другие семьи
- Афразийская макросемья в Америке представлена евреями (6860 из 7790, или 88,1 %), арабами (915, или 11,7 %), мальтийцами (15).
- Австронезийская семья в Америке представлена филиппинцами (910 тыс. чел. из 1190, или 76,5 %, преимущественно в США), гавайцами (160, или 13,4 %), индонезийцами (90), самоа (15), фиджийцами (10), тонга (5).
- Уральская семья в Америке представлена венграми (740 тыс. чел. из 1135, или 65,2 %), финнами (350, или 30,8 %) и эстонцами (45).
- Австроазиатская семья в Америке представлена вьетнамцами (300 тыс. чел. из 325, или 92,3 %) и кхмерами (25).
- Эскимосско-алеутская семья в Америке представлена эскимосами (54 тыс. чел. из 102, или 53 %), гренландцами, или инуитами (42, или 41,2 %) и алеутами (6, или 5,9 %).